# Автобан A6 (Швейцарія)
Автобан A6 автобан Швейцарії з’єднує Біль через Берн із Мюлененом у Бернському Оберланді. A6 повністю пролягає в кантоні Берн і є частиною автошляху 6 від Біля до Гампеля. Через східну об’їзну автомагістраль A5 на Біль, вона продовжується через Юру як A16. Зі сторони Бернського Оберланда спочатку планувалося провести їх через Сименталь до Вале.

## Маршрут
Серцем сучасної автомагістралі A6 є Національна вулиця 6, яка починається в Берн-Ванкдорфі як перехрестя з A1 і веде через Мурі поблизу Берна та Туна до перехрестя Латтіген (Шпіц), де A8 продовжується в напрямку Інтерлакен, Перевалу Брюніг і Центральної Швейцарії. A6 повертає на перехресті Шпіц у напрямку долини Фрутігталь і закінчується в Мюленен, де з’єднується з автошляхом 223, яка є частиною N6.
Попередні плани щодо траси N6 через Сименталь і Равільський тунель до Вале були остаточно відкинуті у 1980-х роках. З іншого боку, головні дороги на Кандерштег і Goppenstein є частиною автошляху 6 з 2020 року.